# العلاقات السودانية السنغافورية
العلاقات السودانية السنغافورية هي العلاقات الثنائية التي تجمع بين السودان وسنغافورة.

## مقارنة بين البلدين
هذه مقارنة عامة ومرجعية للدولتين:
| وجه المقارنة                                              | السودان                     | سنغافورة                                                             |
| --------------------------------------------------------- | --------------------------- | -------------------------------------------------------------------- |
| المساحة (كم2)                                             | 1.89 مليون                  | 719                                                                  |
| عدد السكان (نسمة)                                         | 40.53 مليون                 | 5.89 مليون                                                           |
| الكثافة السكانية (ن./كم²)                                 | 21.44                       | 819.19 ألف                                                           |
| العاصمة                                                   | الخرطوم                     | سنغافورة                                                             |
| اللغة الرسمية                                             | اللغة العربية، لغة إنجليزية | لغة إنجليزية، اللغة الملايو، اللغة الصينية القياسية، اللغة التاميلية |
| العملة                                                    | جنيه سوداني                 | دولار سنغافوري                                                       |
| الناتج المحلي الإجمالي (بليون دولار)                      | 117.49 مليار                | 323.91 مليار                                                         |
| الناتج المحلي الإجمالي (تعادل القوة الشرائية) بليون دولار | 176.55 مليار                | 472.59 مليار                                                         |
| الناتج المحلي الإجمالي الاسمي للفرد دولار أمريكي          | 2.41 ألف                    | 52.89 ألف                                                            |
| الناتج المحلي الإجمالي للفرد دولار أمريكي                 | 4.07 ألف                    | 82.76 ألف                                                            |
| مؤشر التنمية البشرية                                      | 0.479                       | 0.925                                                                |
| رمز المكالمات الدولي                                      | +249                        | +65                                                                  |
| رمز الإنترنت                                              | سودان                       | .sg                                                                  |
| المنطقة الزمنية                                           | ت ع م+03:00، ت ع م+02:00    | ت ع م+08:00، توقيت سنغافورة المنسق ‏                                  |

## منظمات دولية مشتركة
يشترك البلدان في عضوية مجموعة من المنظمات الدولية، منها:
| علم المنظمة | اسم المنظمة                               | تاريخ انضمام السودان | تاريخ انضمام سنغافورة |
| ----------- | ----------------------------------------- | -------------------- | --------------------- |
|             | الاتحاد البريدي العالمي                   | ?                    | ?                     |
|             | يونسكو                                    | 26 نوفمبر 1956       | 8 أكتوبر 2007         |
|             | البنك الدولي للإنشاء والتعمير             | 5 سبتمبر 1957        | 3 أغسطس 1966          |
|             | وكالة ضمان الاستثمار متعدد الأطراف        | 7 نوفمبر 1991        | 24 فبراير 1998        |
|             | الاتحاد الدولي للاتصالات                  | 23 أكتوبر 1957       | 22 أكتوبر 1965        |
|             | منظمة الشرطة الجنائية الدولية             | ?                    | ?                     |
|             | مؤسسة التمويل الدولية                     | 21 أكتوبر 1960       | 4 سبتمبر 1968         |
|             | الأمم المتحدة                             | 12 نوفمبر 1956       | 21 سبتمبر 1965        |
|             | مؤسسة التنمية الدولية                     | 24 سبتمبر 1960       | 27 سبتمبر 2002        |
|             | منظمة حظر الأسلحة الكيميائية              | ?                    | ?                     |
|             | المركز الدولي لتسوية المنازعات الاستشارية | 9 مايو 1973          | 13 نوفمبر 1968        |

## وصلات خارجية
- موقع وزارة الخارجية السودانية
- موقع وزارة الخارجية السنغافورية